# Silvia Domínguez
Silvia Domínguez Fernández (Barcellona, 31 gennaio 1987) è una cestista spagnola.

## Carriera
Con la Spagna ha disputato due edizioni dei Giochi olimpici (Rio de Janeiro 2016, Tokyo 2020), tre dei Campionati mondiali (2006, 2014, 2018) e sette dei Campionati europei (2009, 2011, 2013, 2015, 2017, 2019, 2021).